# Dominik Prokop (opat)
Dominik Prokop, také Karl Dominik Prokop (6. srpna 1890 Otovice (okres Náchod) – 6. dubna 1970 Rohr) byl sudetoněmecký benediktinský mnich s českými kořeny, opat klášterů v Břevnově (1926–1939), v Broumově (1926-1945) a v Rohru) (1947–1969), pedagog a teolog.

## Život
Vystudoval klášterní gymnázium v Broumově, dále filozofii, filologii a teologii na Německé Karlově univerzitě v Praze. kde také získal doktorát.
Anastáz Opasek na něj vzpomínal jako na "velkou osobnost Němce s českými kořeny, který dokonale ovládal český jazyk a byl absolutně spravedlivý k oběma národnostem".
V době svého působení v úřadu břevnovsko-broumovského opata sídlil vždy tři týdny v Broumově a na týden přijel do Břevnova. Po vyhrocení česko-německých národnostních sporů a po vzniku protektorátu Prokop na post břevnovského opata rezignoval a podržel si jen úřad opata broumovského. Podle Opaskova svědectví Prokop s nacisty nekolaboroval, snažil se být loajální k oběma stranám, a proto měl potíže s gestapem. Dva broumovští mniši tehdy byli zatčeni a odvlečeni do koncentračního tábora v Dachau.
Na závěr války Prokop hleděl s obavami, protože do kláštera přicházeli ze Slezska uprchlíci nejrůznějšího smýšlení již od ledna 1945. Obavy si zaznamenával do deníku. Po osvobození Broumova v květnu 1945 Rudá armáda obsadila Broumovský klášter a Dominik Prokop byl vystaven represím jak ze strany Sovětů, tak československých národních správců.
V rámci živelného odsunu Němců Prokop uprchl z Broumova v noci 27. listopadu 1945, společně s broumovským spolubratrem Bedou Menzelem. Na pozvání bavorského opata Korbiniána Hofmeistera se zprvu usadili v bavorském benediktinském klášteře Metten. Odtamtud roku 1947 odešli do Rohru, kde založili gymnázium a novou komunitu, v níž byl Prokop ihned považován za autoritu a zvolen opatem. Stál v čele stavební i duchovní obnovy tamního kláštera až do své rezignace v roce 1969, kdy ho vystřídal ve funkci další broumovský benediktin, Virgil Kinzel..